# Francis Galton
Francis Galton  (/ˈfrɑːnsɪs ˈgɔːltn̩/) (Sparkbrook, Birmingham, 16 de febrero de 1822-Haslemere, Surrey, 17 de enero de 1911) fue un polímata, antropólogo, geógrafo, explorador, inventor, meteorólogo, estadístico, psicólogo y eugenista británico con un amplio espectro de intereses.
Galton produjo más de 340 artículos y libros. Fue el primero en aplicar métodos estadísticos para el estudio de las diferencias psicológicas, sobre todo referidas a la inteligencia, que consideraba una facultad hereditaria. Como investigador de la mente humana, fundó la psicometría (la ciencia de la medición de las facultades mentales), la psicología diferencial y la hipótesis léxica de la personalidad. Creó los conceptos estadísticos de correlación y regresión hacia la media, e introdujo el uso de cuestionarios y encuestas como instrumentos de recogida de datos sobre las comunidades humanas, que usó para trabajos genealógicos, biográficos y antropométricos. Su libro El genio hereditario (1869) fue el primer intento de estudiar el genio y la grandeza en la sociedad desde un punto de vista científico.
Tenía una visión elitista de la sociedad, entendiendo que se debía promover de forma activa el éxito de los más aptos y la selección humana basándose en las capacidades intelectuales, y acuñó él término "eugenesia". y la frase «la naturaleza versus la crianza».
Ideó un método para clasificar las huellas dactilares que resultó útil en la ciencia forense. Su búsqueda de principios científicos para diversos fenómenos se extendió incluso al método óptimo para hacer té.
Como iniciador de la ciencia meteorológica, ideó el primer mapa del tiempo, propuso una teoría de los anticiclones y fue el primero en establecer un registro completo de los fenómenos climáticos a corto plazo a escala europea. También inventó el silbato de Galton para probar la capacidad auditiva diferencial.
No tuvo cátedras universitarias y realizó la mayoría de sus investigaciones por su cuenta. Sus múltiples contribuciones recibieron reconocimiento formal cuando, a la edad de 87 años, se le concedió el título de sir o caballero del reino.
Primo de Charles Darwin, aplicó sus principios a numerosos campos, principalmente al estudio del ser humano y a las diferencias individuales. En 1901, fue, junto con Karl Pearson y Walter Weldon, cofundador de la revista científica Biometrika.

## Primeros años
Galton nació en Los Alerces, una gran casa de Sparkbrook en el área de Birmingham, Inglaterra, construida en lugar de la antigua casa de Joseph Priestley Fair Hill que el botánico William Withering cambió el nombre. Primo de Charles Darwin y nieto de Erasmus Darwin. Su padre era Samuel Tertius Galton, hijo de Samuel "John Galton. Los Galton eran cuáqueros fabricantes de armas y banqueros famosos y de gran éxito, mientras que los Darwin se distinguían en la medicina y la ciencia.
Las dos familias presumían de Fellows of the Royal Society y dedicaban su tiempo libre a inventar. Erasmus Darwin y Samuel Galton fueron miembros fundadores de la famosa Lunar Society of Birmingham a la que pertenecieron además del propio Priestley, Boulton, Watt, Wedgwood,  Priestley, Edgeworth y otros científicos e industriales distinguidos.
En muchos aspectos Galton fue un niño prodigio ya que a los dos años leía, a los cinco años sabía hacer alguna división, hablaba en griego y latín y a los seis años ya había pasado a los libros para adultos, incluyendo a Shakespeare, por placer, y a la poesía. Más adelante Galton propondría una conexión entre el genio y la locura sobre la base de su propia experiencia. Afirmaba que «los hombres que dejan su huella en el mundo son muy a menudo los que tienen una idea dominante, son al mismo tiempo, los atormentados».
Galton asistió a la escuela del Rey Edward, en Birmingham, pero descontento con el plan de estudios clásicos, lo dejó a sus dieciséis años. Sus padres lo presionaron para entrar en la profesión médica y estudió durante dos años en el Hospital General de Birmingham y King's College London Medical School College. Siguió con los estudios matemáticos en el Trinity College, Universidad de Cambridge, desde 1840 hasta principios del 1844.
De acuerdo con los registros de la United Grand Lodge of England en febrero de 1844 Galton se hizo masón en la llamada logia de la Ciencia, que se celebró en el Red Lion Inn en Cambridge. Progresó hasta llegar a ser maestro masón el 13 de mayo de 1844. Uno de los certificados masónicos de Galton se puede encontrar entre su documentación en su historial en el University College, Londres.
Una importante crisis nerviosa cambió la intención original de Galton de intentar obtener honores. Eligió optar a un "pool" B.A. al igual que su primo Charles Darwin. Después retomó brevemente sus estudios de medicina. La muerte de su padre en 1844 le dejó una situación financiera independiente pero emocionalmente destrozado y terminó los estudios de medicina completos, orientándose a los viajes al extranjero, al deporte y a la invención técnica.
En sus primeros años Galton fue un viajero entusiasta e hizo un importante viaje, en solitario, a través de Europa del Este en Constantinopla. En 1845 y 1846 fue a Egipto y viajó por el Nilo hasta Jartum, en Sudán, y de allí a Beirut, Damasco y el valle del Jordán.
En 1850 se unió a la Royal Geographical Society, y durante los siguientes dos años montó una larga y difícil expedición a la entonces poco conocida África Occidental del Sur (hoy Namibia). Escribió un libro de éxito sobre sus experiencias, Narraciones de un explorador en África subtropical. Fue galardonado con la Founder 's Gold Medal de la Royal Geographical Society en 1853 y la Medalla de Plata de la Sociedad Geográfica francesa por sus estudios cartográficos pioneros de la región. Eso le supuso una importante reputación como geógrafo y explorador. Escribió el best seller The Art of Travel, un manual de consejos prácticos para los viajeros victorianos que tuvo muchas ediciones.
El enero de 1853 Galton conoció, en casa de su vecino, a Louisa Jane Butler (1822-1897) y se casaron el 1 de agosto de 1853. El matrimonio duró 43 años y no tuvieron ningún hijo.

## Edad adulta
Galton fue un gran erudito que hizo importantes aportaciones en muchos campos de la ciencia, incluyendo la meteorología (el anticiclón y los primeros mapas del tiempo populares), la estadística (regresión y correlación), la psicología (sinestesia), la biología (la naturaleza y mecanismo de la herencia) y la criminología (huellas dactilares). Todo esto fue una consecuencia de su afición a contar y medir. Galton preparó el primer mapa del tiempo publicado en The Times el 1 de abril de 1875, que muestra el tiempo desde el día anterior, 31 de marzo y que ahora es una característica estándar en los periódicos de todo el mundo.
Fue miembro muy activo en la British Association for the Advancement of Science, en sus sesiones de 1858 a 1899 presentó muchas comunicaciones en una amplia variedad de temas. Fue secretario general desde 1863 hasta 1867, presidente de la sección geográfica del 1867 a 1872 y presidente de la Sección de Antropología desde 1877 hasta 1885. Fue también muy activo en el consejo de la Royal Geographical Society durante más de cuarenta años, en varios comités de la Royal Society y en el Meteorological Council.
James McKeen Cattell, un estudiante de Wilhelm Wundt que había estado leyendo los artículos de Galton, decidió que quería estudiar con él. Con el tiempo se construyó una relación profesional con Galton, al medir a los sujetos y trabajar juntos en la investigación.
En 1888 Galton estableció un laboratorio en las galerías de ciencias del South Kensington Museum. En el laboratorio de Galton, los participantes podían ser medidos para obtener conocimiento de sus fortalezas y debilidades. Galton también utilizó estos datos para su propia investigación. Normalmente cobraba a la gente una pequeña tarifa por sus servicios.
Durante este tiempo, Galton escribió una polémica carta a The Times titulada «África para los chinos», donde argumentó que debería alentar a los chinos, una raza capaz y con un alto nivel de civilización y (en su opinión) sólo atrofiada temporalmente por los recientes fracasos de las dinastías reinantes, a emigrar a África y desplazar así a los negros aborígenes supuestamente inferiores.

## Herencia y eugenesia
La publicación en 1859 por parte de su primo Charles Darwin de El origen de las especies fue un acontecimiento que cambió la vida de Galton. Llegó a obsesionarse por el trabajo, como se muestra sobre todo en el primer capítulo de Variation under Domestication, tratando la cría de animales.
Galton dedicó gran parte del resto de su vida al estudio de la variación en las poblaciones humanas y sus consecuencias, lo que Darwin sólo había insinuado. Al hacerlo, estableció un programa de investigación que abarcaba múltiples aspectos de la variación humana, desde las características mentales a la altura e imágenes faciales hasta los patrones de las huellas dactilares. Para ello era necesario inventar nuevas medidas de rasgos, la elaboración de la recolección de datos a gran escala y utilizar estas medidas para llegar al descubrimiento de nuevas técnicas estadísticas para describir y comprender los datos.
La dicotomía entre herencia y ambiente, o entre innatismo y aprendizaje, fue enunciada por primera vez por Galton en la forma Nature/Nurture. A menudo se ha visto como polos enfrentados entre los que no cabían posiciones intermedias. Hoy se ve más como una gradación de elementos influyentes.
En un primer momento Galton estaba interesado en saber si las capacidades humanas eran hereditarias, y propuso contar el número de familiares de varios grados de relevancia de hombres eminentes. Si las cualidades eran hereditarias, razonó, debe haber más hombres eminentes entre esos familiares que entre la población general. Para probar eso, inventó los métodos de historiometria. Galton obtuvo una gran cantidad de datos a partir de una amplia gama de fuentes biográficas que tuvo que tabular y comparar de varias maneras. Con el objeto de someter a análisis los datos recogidos por él, contrató al matemático Karl Pearson, inventor de un procedimiento de análisis estadístico descriptivo denominado «coeficiente de correlación», muy empleado en una variedad de situaciones de investigación. Este trabajo pionero fue descrito en detalle en su libro Hereditary Genius en 1869. Entre otras cosas demostró que el número de parientes eminentes caía drásticamente al pasar del primer al segundo grado, y desde el segundo al tercero. Tomó esto como una evidencia de la herencia de habilidades.
Galton reconoció las limitaciones de sus métodos en estas obras y propuso que la pregunta podría ser mejor estudiada comparando gemelos. Su método preveía probar si los gemelos que eran similares al nacer divergían en ambientes diferentes y si los gemelos disímiles al nacer convergían cuando eran criados en ambientes similares. Nuevamente empleó el método de los cuestionarios para reunir varios tipos de datos que tabuló y los describió en el artículo «The history of twins» de 1875. Al hacerlo, se anticipó al moderno campo de la genética del comportamiento, que se basa en gran medida en los estudios de los gemelos. Llegó a la conclusión de que las pruebas favorecían la naturaleza en lugar del aprendizaje. También propuso estudios, incluyendo los estudios trans-raciales, para separar los efectos de la herencia y el medio ambiente.
Galton inventó el término eugenesia (selección artificial para mejorar la raza humana) en 1883 y dejó muchas de sus observaciones y conclusiones en el libro Inquiries into Human Faculty and Its Development. Creía que se podría llegar a definir un esquema de "marcas" para los méritos de la familia y que el matrimonio precoz entre las familias de alto rango debía fomentarse mediante la provisión de incentivos monetarios. Señaló algunas de las tendencias en la sociedad británica, como matrimonios tardíos entre personas eminentes y la escasez de sus hijos que él consideró eran disgenicas. Abogó por matrimonios eugenésicos alentando a las parejas con incentivos monetarios para tener hijos. El 29 de octubre de 1901, Galton decidió abordar abiertamente las cuestiones eugenésicas cuando pronunció la segunda conferencia Huxley en el Royal Anthropological Institute. 
En 1909 comenzó la publicación de Eugenics Review, la revista de la Eugenics Education Society. Galton, presidente honorario de la sociedad, escribió el prólogo para el primer volumen. El Primer Congreso Internacional de Eugenesia se celebró en julio de 1912 al que asistieron Winston Churchill y Carls Elliot.
Las repercusiones del movimiento eugenésico no tardaron en llegar. Estas y otras teorías similares sirvieron de base a los ideales de superioridad de raza, como los del nazismo alemán, pero también tuvieron gran aceptación en el resto de Europa y en Estados Unidos. La práctica de la eugenesia se reflejó en la limpieza étnica, así como en la esterilización de personas con discapacidad intelectual, delincuentes, pobres o enfermos mentales.[cita requerida] Luego cayó en descrédito por su asociación al nazismo.

## Modelo de estabilidad a la población
La formulación de Galton de la regresión y su relación con la distribución normal bi-variada se puede remontar a sus intentos de desarrollo de un modelo matemático para la estabilidad de la población. A pesar de que el primer intento de Galton para estudiar las cuestiones darwinianas generó poco entusiasmo en el momento, el texto le llevó a sus estudios en la década de 1870 en relación con la herencia de rasgos físicos. Ese texto contiene algunas nociones del concepto de regresión, que se describe en cuestión cualitativa. Por ejemplo, escribió de los perros: «Si un hombre engendra a partir de fuertes perros, bien formados, sino de pedigrí mixta, los cachorros serán a veces, iguales a sus padres mestizos. tipo. Debido a peculiaridades ancestrales son aptos para recortar en la descendencia». Esta noción ha creado un problema de Galton, ya que no podía conciliar la tendencia de la población a mantener una distribución normal de los rasgos de generación en generación con la noción de herencia. Parecía que un gran número de factores operaban de forma independiente en la descendencia, lo que llevaba a la distribución normal de un rasgo en cada generación. Sin embargo, esto no dio ninguna explicación en cuanto a cómo un padre puede tener un impacto significativo en su descendencia, que fue la base de la herencia.
La solución de Galton a este problema se presentó en su discurso presidencial en la reunión de septiembre de 1885 de la Asociación Británica para el Avance de la Ciencia, en la que desempeñaba en el momento como presidente de la sección H: Antropología. La dirección se publicó en la naturaleza, y Galton desarrolló aún más la teoría en la «regresión hacia la mediocridad en estatura hereditaria» y «hereditaria estatura». Una elaboración de esta teoría se publicó en 1889 en Herencia natural. Hubo tres acontecimientos clave que ayudaron a Galton a desarrollar esta teoría: el desarrollo de la ley de error en 1874-1875, la formulación de una ley empírica de la reversión en 1877, y el desarrollo de un marco matemático que abarca la regresión con los datos de población humana durante 1885.
El desarrollo de la ley de la regresión o de la reversión de Galton, se debió a puntos de vista de la disposición y a sus estudios de los guisantes dulces. Mientras que Galton había inventado previamente la disposición antes de febrero de 1874, la versión 1877 de la disposición tenía una nueva característica que ayudó a Galton a demostrar que una mezcla normal de las distribuciones normales también era normal. Galton demostró esto usando una nueva versión de la disposición, la adición de brotes al aparato para representar la reversión. Cuando los gránulos pasan a través de los brotes (que representa de reversión) y luego los pasadores (que representan la variabilidad de la familia), el resultado fue una población estable. El viernes 19 de febrero de 1877, Galton dio una conferencia titulada «Leyes típicas de la herencia» en la “Royal Institution en Londres. En esta conferencia, se plantea que debe tener una fuerza contraria para mantener la estabilidad de la población. Sin embargo, ese modelo requiere un mayor grado de la selección natural entre las generaciones que era plausible.
En 1875, Galton comenzó a sacar guisantes dulces y se dirigió a la institución real sobre sus conclusiones el 9 de febrero de 1877. Se encontró que cada grupo de semillas de la progenie siguió una curva normal, y las curvas fueron igualmente dispersas. Cada grupo no estaba centrado sobre el peso de los padres, sino más bien en un peso más cerca de la media de la población. Galton llamó a esto reversión, ya que cada grupo de descendencia se distribuyó en un valor que estaba más cerca de la media de la población no sea el padre. La desviación de la media de la población era en la misma dirección, pero la magnitud de la desviación era sólo un tercio de grande.
Al hacerlo, Galton demostró que había variabilidad entre cada una de las familias, sin embargo, las familias se combinaron para producir una población estable. Cuando Galton se dirigió a la Asociación Británica para el Avance de la Ciencia en 1885, dijo de su investigación de los guisantes, «yo estaba entonces ciego a lo que se percibe como la sencilla explicación del fenómeno». Galton fue capaz de continuar su noción de regresión mediante la recopilación y el análisis de datos sobre la estatura humana. Galton pidió ayuda del matemático J. Hamilton Dickson en la investigación de la relación geométrica de los datos. Se determinó que el coeficiente de regresión no garantizaba la estabilidad de la población por casualidad, sino más bien que el coeficiente de regresión, la variable condicional, y la población eran cantidades interdependientes relacionadas por una ecuación simple. Por lo tanto Galton identificó que la linealidad de la regresión no era una coincidencia, sino más bien era una consecuencia necesaria de estabilidad de la población.
El modelo para la estabilidad de la población dio lugar a la formulación de la ley de la herencia ancestral de Galton. Esta ley establece que los dos padres de un descendiente contribuyen conjuntamente a la mitad de la herencia de una descendencia, mientras que los otros antepasados, constituyen una proporción más pequeña de la herencia de la descendencia. Galton ve la reversión como un resorte, que cuando se estira, devolvería la distribución de los rasgos de nuevo a la distribución normal. Llegó a la conclusión de que la evolución tendría que producirse a través de los pasos discontinuos, como la reversión neutralizaría cualquier paso. Cuando en 1900 fueron descubiertos los principios de Mendel, esto resultó en una feroz batalla entre los seguidores de la ley de herencia ancestral, los especialistas en biometría de Galton, y los que abogaban por los principios de Mendel.

## Pangénesis y lamarckismo
Galton realizó investigaciones sobre la herencia que le llevaron a cuestionar la teoría de Charles Darwin de la pangénesis. Darwin había propuesto, como parte de esta hipótesis, que ciertas partículas que llamó  «gémulas»  se movían por todo el cuerpo y eran las responsables de la herencia de los caracteres adquiridos. Galton, en consulta con Darwin, se dispuso a ver si eran transportados por la sangre. En una larga serie de experimentos desde 1869 hasta 1871, hizo transfusiones de sangre entre conejos de razas diferentes y examinó las características de sus hijos. No encontró ninguna evidencia de caracteres transmitidos en la sangre transfundida.
Darwin cuestionó la validez del experimento de Galton, dando sus razones en un artículo publicado en la revista Nature, donde escribió:

Ahora, en el capítulo sobre Pangénesis en mi variación de los animales y plantas bajo domesticación no he dicho una sola palabra acerca de la sangre, o cualquier fluido adecuado a cualquier sistema de circulación. En efecto, es evidente que la presencia de gémulas en la sangre puede no forman parte necesaria de mi hipótesis. Me refiero en la ilustración de la misma a los animales más bajos, tales como el Protozoa, que no poseen la sangre o cualquier vasos, y me refiero a las plantas en el que el fluido, cuando está presente en los vasos, no puede ser considerada como la sangre verdadera.Las leyes fundamentales de crecimiento,reproducción, herencia, son tan estrechamente similares en todo el reino orgánico, que los medios por los cuales los gémulas (suponiendo que por el momento su existencia) se difunden a través del cuerpo, probablemente serían los mismos en todos los seres; por lo tanto, los medios difícilmente puede ser difundidos a través de la sangre. Sin embargo, cuando escuché por primera vez de los experimentos del señor Galton, que no reflejan lo suficiente sobre el tema, no vi la dificultad de creer en la presencia de gémulas en la sangre.

Galton rechazó explícitamente la idea de la herencia de los caracteres adquiridos (lamarckismo), y fue uno de los primeros defensores de la «herencia pura» regida solamente por la selección. Estuvo cerca de volver a descubrir la teoría de la herencia de Mendel, pero no lo hizo debido a su enfoque en los disparos continuos más que en los discretos, (ahora conocidos como rasgos poligénicos). Fundó el enfoque biométrico para el estudio de la herencia, que se distingue por el uso de técnicas estadísticas para estudiar los disparos continuos y aspectos de la herencia a nivel poblacional.
Este enfoque fue posteriormente recogido por Karl Pearson y W. F. R. Weldon. Juntos, fundaron la revista Biometrika 1901. (Posteriormente R. A. Fisher mostró como el enfoque biométrico podría conciliarse con el enfoque mendeliano.) Las técnicas estadísticas que Galton inventó y estableció (correlación, regresión y regresión sobre la media) formaron la base del enfoque biométrico y ahora son herramientas esenciales en todas las ciencias sociales.

## Laboratorio antropométrico la Exposición Internacional de la Salud en 1884
En 1884, tuvo lugar en Londres la exposición International Health Exhibition. Esta exposición pone mucho énfasis en el desarrollo de la sanidad y la salud pública, y la nación le permite enseñar los avances en comparación con otros países del momento. Francis Galton aprovechó esta oportunidad para establecer su laboratorio antropométrico con el propósito era «mostrar al público la sencillez de los instrumentos y métodos por los cuales las características físicas principales del hombre se pueden medir y registrar». El laboratorio era un recorrido interactivo en el cual a los sujetos se les media por ejemplo la altura, el peso, etc., después de pagar una cuota de admisión. Al entrar en el laboratorio, laa persona podían visitar las siguientes estaciones, en este orden: en primer lugar, se rellenaba un formulario con la historia personal y familiar (edad, lugar de nacimiento, estado civil, residencia y empleo); a continuación, se visitaba las estaciones que registraban el cabello, color de los ojos, seguido de la agudeza, el sentido del color y la percepción de profundidad de la vista. A continuación, se examinaba la agudeza o gravedad relativa de la audición y la nota más alta audible de su audiencia, seguido de un examen de su sentido del tacto. Sin embargo, debido a que la zona de los alrededores era ruidosa, el aparato destinado a medir la audición fue dejado sin efecto debido a la sonoridad y los ecos del edificio. Las siguientes estaciones examinaban la fuerza de tirar y apretar con las dos manos. Finalmente, se medía su altura en varias posiciones (sentado, de pie, etc.), así como la envergadura y el peso.
Una característica excluida de interés en Londres fue el tamaño de la cabeza. Galton señalaba en su análisis que esa omisión era sobre todo por razones prácticas. Los clientes se quedaban un resumen que recogía todos sus datos biológicos, y por otra parte Galton también se guardaba una copia para poder desarrollar la investigación estadística en el futuro. Afirmaba que las medidas de características humanas eran útiles por dos razones: primero para asegurar, en un nivel más interno, que los niños se están desarrollando adecuadamente; segundo, los propios estudios estadísticos en su laboratorio antropométrico. También comentó la utilidad para comparar los atributos a través de empleos, residencias, razas, etc. La muestra en la Exposición Internacional de la Saludpermitió a Galton recoger una increíble cantidad de datos en bruto de la que llevar a cabo más estudios comparativos. Obtuvo 9.337 encuestados y cada encuestado se midió en 17 categorías, la creación de una base de datos estadísticos bastante amplia.
Tras la conclusión de la Exposición  Galton utilizó estos datos con el fin de confirmar su teoría de la regresión lineal. La acumulación de estos datos en humanos le permitió observar la correlación entre la longitud del antebrazo y la altura, la anchura y la amplitud de la cabeza, y entre longitud de la cabeza y la altura. Con esas observaciones fue capaz de escribir «Compañeros de las relaciones y de sus mediciones, principalmente de antropométrica de datos". En esta publicación, Galton definió la correlación como un fenómeno que se produce cuando «la variación de una [variable] se acompañada por la variación de la media y en la misma dirección».

## Aportaciones científicas

### Historiometria
El método utilizado en Hereditary Genius ha sido descrito como el primer ejemplo de la historiometria. Para reforzar los resultados y tratar de hacer una distinción entre «naturaleza» y «aprendizaje» (fue el primero en aplicar esta frase), ideó un cuestionario que se envió a 190 Fellows de la Royal Society. Tabuló las características de sus familias, como el orden de nacimiento, la ocupación y la raza de sus padres, entre otros datos. Trató de descubrir si su interés por la ciencia era «innato» o causado por los estímulos de los demás. Los estudios fueron publicados en 1874, en forma de libro: English men of science: their nature and nurture. Aunque no resolvió la cuestión «nature/nurture» proporcionó algunos datos fascinantes sobre la sociología de los científicos de su tiempo.

### La hipótesis del léxico
Galton fue el primer científico en reconocer lo que se conoce como la hipótesis léxica. Esta hipótesis hace referencia al hecho de que las diferencias de personalidad más importantes y socialmente más relevantes son las que se convertirán en el lenguaje codificado. La hipótesis sugiere que mediante el idioma, es posible derivar una taxonomía exhaustiva de los rasgos de la personalidad.

### El cuestionario
Las investigaciones de Galton sobre la mente requerían el registro detallado de conceptos sujetivos de las personas y de como sus mentes trataban con imágenes mentales. A fin de obtener mejor información, fue pionero en el uso del cuestionario. En un estudio, pidió a sus compañeros de la Royal Society describir las imágenes mentales que experimentaban. En otro, recogió encuestas de eminentes científicos para un trabajo de análisis de los efectos de la naturaleza y de la educación sobre la propensión hacia el pensamiento científico.

### Variación y desviación estándar
El núcleo de cualquier análisis estadístico es el concepto de que, aunque las mediciones pueden variar, tienen una tendencia central. A finales de 1860, Galton concibió una medida para cuantificar la variación normal y la desviación estándar.
Galton era un agudo observador. En 1906, visitando una feria de ganado, se topó con un concurso intrigante: ante un buey expuesto, los aldeanos debían adivinar el peso del animal después de haber sido sacrificado y preparado. Casi 800 participaron, y Galton fue capaz de estudiar sus respectivas entradas después del evento. Galton desestimó la media expresada por la voz del pueblo, todos pensaron que su estimación fue demasiado baja o demasiado alta, su estimación fue de 1207 libras. Para su sorpresa, este estaba dentro de 0,8% del peso medido por los jueces. Poco después, en respuesta a una pregunta, se declaró el peso como 1197 libras, pero no hizo comentarios sobre su exactitud mejorada. Recientes investigaciones en los archivos ha encontrado algunos errores en la transmisión de los cálculos de Galton, la media era en realidad 1208 libras, y el peso en canal de los bueyes era de 1197 libras, por lo que la estimación no tenía error. James Surowiecki juzga este peso como ejemplo de apertura, si hubiera sabido el verdadero resultado, su conclusión se habría expresado con más fuerza.
El mismo año, Galton sugirió en una carta a la revista Nature un mejor método de cortar una torta redonda, evitando la realización de incisiones radiales.

### Obtención experimental de ladistribución normal
Estudiando la variación, Galton inventó el «quincunx», un dispositivo conocido como la «máquina de frijol» o la «máquina de Galton», una herramienta para la demostración de la ley de error y la distribución estándar.

### Distribución normal bivariada
También descubrió las propiedades de la distribución estándar de la doble variación y su relación con el análisis de regresión.

### Estadística, regresión y correlación
Las investigaciones de Galton fueron fundamentales para la constitución de la ciencia de la estadística:
- inventó el uso de la línea de regresión, siendo el primero en explicar el fenómeno de la regresión a la media;[15]
- fue pionero en el uso de la distribución normal, en las décadas de 1870 y 1880;
- inventó la máquina Quincunx, un instrumento para demostrar la ley del error y la distribución normal;
- descubrió las propiedades de la distribución normal bivariada y su relación con el análisis de regresión;
- introdujo el concepto de correlación en 1888, posteriormente desarrollado por Pearson y Sperman

Diagrama de correlación de Galton 1886. En 1846, el físico francés Auguste Bravais (1811-1863) desarrolló por primera vez lo que sería el coeficiente de correlación. Después de examinar las mediciones del antebrazo y de la altura, Galton redescubierto el concepto de correlación en 1888 y han demostrado su aplicación en el estudio de la herencia, la antropología, y la psicología. Es un estudio estadístico posterior a Galton de la probabilidad de extinción de apellidos que condujo al concepto de procesos estocásticos Galton-Watson. Ahora se conoce como un núcleo de la estadística moderna y de regresión.
Galton inventó el uso de la línea de regresión y de la elección para representar el coeficiente de correlación.
Entre los años 1870 y 1880 fue pionero en el uso de la teoría de la normalidad para encajar histogramas para datos tabulados reales, por ejemplo las muestras de hermanos en relación con la altura de los padres. Considerando los resultados de estos estudios empíricos llegó a sus nuevas perspectivas sobre la evolución, la selección natural, y la regresión a la media.

### Regresión hacia la mediocridad
Galton fue el primero en describir y explicar el fenómeno común de regresión mediante sus experimentos sobre el tamaño de las semillas de las generaciones sucesivas de guisantes dulces.
Observó el fenómeno en el contexto de regresión lineal simple de puntos de datos. Desarrolló el siguiente modelo: gránulos caen a través de un quincunx o «máquina bean» se forma una distribución normal centrada directamente debajo de su punto de entrada. Estos gránulos podrían ser liberados hacia abajo en una segunda galería (que corresponde a una segunda ocasión de medición. Galton entonces hizo la pregunta inversa «¿de dónde vienen estas bolas?».
La respuesta no era «en promedio directamente encima». Más bien era «en promedio, más hacia el centro», por la sencilla razón de que había más bolas por encima de ella hacia el medio que podía vagar dejando que los que había en el extremo izquierdo pasen a la derecha, es decir, hacia el interior.

### Teorías de la percepción
Galton fue más allá de la medición para intentar explicar los fenómenos que observaba. Entre esos desarrollos, propuso una teoría temprana de los rangos de sonido y la audición, recogió grandes cantidades de datos antropométricos del público a través de su popular Laboratorio antropométrico, que se estableció en 1884 y tuvo una larga vida,  donde estudió a más de 9000 personas. No fue hasta 1985 que estos datos se analizaron en su totalidad. Descubrió también que el oído humano pierde con la edad la percepción de las ondas de alta frecuencia (tonos agudos).

### Psicología diferencial
Los estudios de Galton de las capacidades humanas lo condujeron a la creación de la psicología diferencial y a la formulación de las primeras pruebas mentales. Estaba interesado en la medición de los seres humanos en todas las facetas posibles. Esto incluía la medida de su capacidad de discriminación sensorial que él asumió que estaba vinculada a la destreza intelectual. Galton sugirió que las diferencias individuales en la capacidad global se reflejan en el rendimiento de las capacidades sensoriales relativamente simples y en la velocidad de la reacción a un estímulo, variables que se pueden medir objetivamente mediante pruebas de discriminación y de tiempo de reacción sensorial. 
También midió la rapidez de reacción de la gente, lo que relacionó con un mecanismo interno que en última instancia limitaba la capacidad de inteligencia. A lo largo de su investigación Galton supuso que las personas que reaccionaban más rápidamente eran más inteligentes que las demás.
La polémica del debate entre naturaleza y crianza actualmente está llegando a un consenso en torno a la influencia de la naturaleza, del ambiente, y especialmente de la naturaleza vía ambiente (nature vía nurture) en el comportamiento. Este hecho se ve reflejado en el «modelo biométrico de descomposición de la varianza». Este modelo nos dice que las relaciones entre genes y ambiente son bidireccionales; el ambiente puede modular la expresión de los genes, los genes pueden modular el impacto del ambiente durante el desarrollo, o bien los genes pueden llegar a determinar el ambiente en el que se expresan. Este modelo fue formulado gracias a las aportaciones de Galton al estudio de las bases genéticas.
Galton se considera el padre del estudio de las bases genéticas de la capacidad cognitiva general. En su libro Hereditary genius: an inquiry into its laws and consequences (1892), fue el primero en investigar científicamente las causas genéticas y ambientales de las diferencias individuales en humanos. Según Galton si un rasgo está determinado genéticamente, cuando más cercanos sean dos parientes, más similares deberían ser por aquel disparo. Años después Ronald Fisher ofreció la primera explicación matemática de cómo las correlaciones entre familiares podían ser explicadas sobre la base de la herencia mendeliana (Neale & Maes, en prensa).
Galton estableció las bases de los estudios sobre gemelos, adopciones y familias y evidenció que la probabilidad de ser considerado un hombre de reputación aumentaba con la proximidad de parentesco. Gracias a este tipo de estudios, se puede separar la variable ambiente en los componentes compartidos e independientes (por ejemplo, las diferencias entre parejas de gemelos monocigóticos que han vivido juntos serían en el ambiente no compartido). También posibilitan los estudios de control, por ejemplo, hacer una intervención en el gemelo A y en el otro no, a fin de probar la eficacia de un tratamiento. También permiten examinar las condiciones de manifestación de una psicopatología (analizando los factores ambientales de riesgo). Algunas limitaciones de estos modelos, por ejemplo los estudios de gemelos, destacan la excesiva simplificación de las relaciones entre el genotipo y ambiente, así como no tener en cuenta los ambientes prenatales, o las críticas al sesgo de las muestras de gemelos.

### Composición fotográfica
Galton también ideó una técnica llamada «el retrato compuesto» (producido por la superposición de múltiples retratos fotográficos de las caras de los individuos registrados en sus ojos) para crear una cara común. En la década de 1990, cien años después de su descubrimiento, muchas investigaciones psicológicas han examinado el atractivo de estas caras, un aspecto que Galton había comentado sobre ello  en su conferencia inicial. Otros, incluyendo a Sigmund Freud en su obra sobre los sueños, recogieron la sugerencia de Galton donde estos compuestos podrían representarse con una metáfora útil para un tipo ideal o un concepto de una «clase natural», tales como los hombres judíos, criminales, los pacientes de tuberculosis, etc. Sobre la misma placa fotográfica, reproduciendo de este modo un «compuesto» que esperaba que se podría generalizar el aspecto de la cara. Este trabajo se inició en la década de 1880, mientras que el erudito judío Joseph Jacobs estudió antropología y estadísticas con Francis Galton. Jacobs pidió a Galton crear una fotografía compuesta de un tipo de judía. Una de las primeras publicaciones de Jacobs que utilizan las imágenes compuesto de Galton era el tipo judía y las fotografías compuestas de Galton. Galton esperaba que su técnica pudiera ayudar al diagnóstico médico, e incluso la criminología a través de la identificación de rostros criminales típicos. Sin embargo, después de mucho trabajo y de la colaboración de fotógrafos como Lewis Hine y John L. Lovell y Arthur Batut, su técnica no resultó útil y cayó en desuso.

## Huellas dactilares
Galton estimó la probabilidad de que dos personas tuvieran la misma huella digital y por ello estudió la heredabilidad y las diferencias raciales en las huellas dactilares. Escribió acerca de la técnica de la identificación de patrón común en las huellas dactilares y en la elaboración de un sistema de clasificación que ha llegado hasta nuestros días.
El método de identificación de los delincuentes por sus huellas dactilares se había introducido en la década de 1860 por sir William James Herschel en la India, y su uso potencial en el trabajo forense fue propuesto por primera vez por Henry Faulds en 1880, pero Galton fue el primero en colocar el estudio en una base científica, lo que ayudó a su aceptación por los tribunales. Galton señaló que había ciertos tipos de patrones de huellas digitales. Describió y las clasificó en ocho amplias categorías:
- 1. Arco llano 2. Arco de tiendas de campaña 3. Bucle simple 4. Bucle central de bolsillo 5. Doble bucle 6. Bucle bolsillo lateral 7. Verticilo llanura 8. Accidental

## Sus últimos años
En un esfuerzo para llegar a un público más amplio, Galton trabajó en una novela titulada Kantsaywhere desde mayo hasta diciembre de 1910. La novela describe una utopía organizada por una religión eugenésica, diseñado para reproducirse ajustados seres humanos y más inteligentes. Sus cuadernos muestran que esto era una expansión del material que había estado componiendo desde al menos 1901. Ofreció el trabajo a la editorial Methuen para publicarlo, pero ésta mostró poco entusiasmo. Galton escribió a su sobrina que el texto debería ser «ahogado o reemplazado». Su sobrina parece haber quemado la mayor parte de la novela, ofendida por las escenas de amor, pero sobrevivieron fragmentos grandes y fueron publicados en línea por el University College de Londres.

## Honores e impacto
A lo largo de su carrera Galton recibió muchos premios importantes, incluyendo la medalla Copley de la Royal Society (1910). Recibió en 1853 la Medalla del Fundador, el premio más importante de la Real Sociedad Geográfica, por sus exploraciones y la cartografía del sudoeste de África. Fue elegido miembro de la prestigiosa Athenaeum Club en 1855 e hizo un miembro de la Royal Society en 1860. Su autobiografía también enumera los siguientes premios:
- 1854: Medalla de plata, Sociedad Geográfica Francesa.
- 1886: Medalla de Oro de la Royal Society.
- 1891: Officier de l'Pública Instrucción, Francia.
- 1894: DCL de Oxford
- 1895: Sc.D. (Honorario), Cambridge.
- 1901: Medal Huxley, Anthropological Institute.
- 1902: Elegido Hon. Compañero de Trinity College, Cambridge.
- 1902: Medalla Darwin de la Royal Society.
- 1908: Linnean Society of London 's Medalla Darwin-Wallace.

Galton fue nombrado caballero en 1909. Su heredero estadístico Karl Pearson, primer titular de la cátedra Galton de Eugenesia en el University College de Londres (ahora Cátedra Galton de Genética), escribió una biografía en tres volúmenes de Galton, en cuatro partes, después de su muerte.
Al inicio del uso de las pruebas de inteligencia, Lewis Terman estimó que el coeficiente intelectual en la infancia de Galton estaba alrededor de 200, basado en el hecho de que constantemente su mente aproximadamente representaba el doble de su edad cronológica. (Esto corresponde a la definición original de IQ como edad mental dividida por la edad cronológica, en lugar de la definición moderna basada en la distribución estándar y la desviación estándar.)
El género de planta Galton fue nombrado así en su honor.

## Obras principales
- 1853: Narrative of an explorer in South Africa. London: John Murray.
- 1855: The Art of Travel, Murray.
- 1863: Meteorographica, Macmillan.
- 1869: Hereditary Genius. London: Macmillan & Co.
- 1874: English Men of Science: their Nature and Nurture. Londres.
- 1883: Inquiries into Human Faculty and Its Development. London: J.M. Dent & Company
- 1889: Natural Inheritance. London: Macmillan & Co.
- 1892: Fingerprints, Macmillan.
- 1893: Decipherment of blurred fingerprints, Macmillan.
- 1895: Fingerprint Directories Macmillan, PDF 19,62 MB
- 1908: Memories of My Life. Londres.

## Abreviatura (zoología)
La abreviatura Galton  se emplea para indicar a Francis Galton como autoridad en la descripción y taxonomía en zoología.